# Jessie J
Jessica Ellen Cornish (Redbridge, London, Engleska, 27. ožujka 1988.), poznatija kao Jessie J, engleska je pjevačica.

## Karijera
Proboj do slave ostvarila je pisanjem pjesama za američke pjevače Chrisa Browna i Miley Cyrus. Najuspješnija pjesma koju je napisala, "Party in the U.S.A.", ostvarila je platinastu nakladu u mnogim državama.
Ostvarila je suradnju s diskografskom kućom Island Records te je počela snimati svoj prvi studijski album Who You Are. Prvi singl "Do It Like a Dude" objavila je krajem 2010. godine koji je dosegao drugo mjesto UK Singles Chart ljestvice. Sljedeći singl "Price Tag" ostvario je još zapaženiji uspjeh; dospio je na prvo mjesto u Ujedinjenom Kraljevstvu, Irskoj i Novom Zelandu te među 10 najboljih u 19 država. Na broju jedan zadržao se puna dva tjedna.

## Diskografija
- Who You Are (2011.)
- Alive (2013.)
- Sweet Talker (2014.)
- R.O.S.E. (2018.)

## Vanjske poveznice
- Službena stranica
- Jessie J na YouTube-u